# Publio Minucio Augurino
Publio Minucio Augurino  fue un cónsul en 492 a. C. junto con Tito Geganio Macerino. Su hermano Marco Minucio Augurino también fue cónsul.
Durante su consulado, estuvo principalmente dedicado a obtener suministro de grano de Etruria y Sicilia a causa de la hambruna en Roma.